# Georg Reutter le jeune
Pour les articles homonymes, voir Reuter.
Johann Adam Joseph Karl Georg Reutter le jeune, né le 6 avril 1708 à Vienne où il est mort le 11 mars 1772, est un compositeur autrichien. Son père Georg Reutter l'aîné fut également un compositeur de renom.

## Biographie
Il reçoit très tôt des leçons de musique de son père, qu'il assiste comme organiste de la cour impériale. Antonio Caldara achève sa formation. Il compose un oratorio en 1726, puis son premier opéra, Archimedia, donné à la cour impériale en 1727. L'opposition de Johann Joseph Fux à ses demandes d'emploi à la cour l'amène à voyager à ses frais à Venise et à Rome. Il revient à Vienne à l'automne 1730 et obtient l'année suivante un poste officiel de compositeur à la cour des Habsbourg, qu'il servira toute sa vie.
En 1738, à la mort de son père, il lui succède comme maître de chapelle à la cathédrale Saint-Étienne de Vienne. Pendant ses tournées en province à la recherche de nouveaux chanteurs, il auditionne Joseph Haydn (alors enfant), qu'il engage comme choriste dans le chœur de la maîtrise, puis, quelques années plus tard, son frère cadet, Michael. Joseph Haydn portera témoignage à la fin de sa vie de l'avarice de Reutter et de sa réticence à dépenser pour nourrir convenablement ses jeunes chanteurs, tous pensionnaires de cette école musicale.
Reutter occupe par la suite le poste de maître de chapelle de la cour, dont l'impératrice Marie-Thérèse lui confie en 1751 la direction de l'orchestre.

## Compositions
Reutter a écrit une grande quantité de musique religieuse.
- environ 80 messes
- 6 requiems
- 17 graduels
- 31 offertoires
- 126 motets
- 151 psaumes
- 53 hymnes
- 48 antiennes
- 20 litanies[1]

Reutter est considéré comme l'auteur de De profundis, KV 93, autrefois attribué à Wolfgang Amadeus Mozart.

## Discographie
- Motets et Arias pour le pantaléon - Jurgen Banholzer (mai 2012, SACD Ramée)